# Aqua Blue Sport
Aqua Blue Sport was een Ierse wielerploeg, opgericht in 2017 die bestond tot 2018 en rond reed met een Pro-continentale licentie.

## Geschiedenis
Aqua Blue Sport werd opgericht in 2017 en nam deel met een Procontinentale licentie. De ploeg bestond uit een internationaal veld aan renners en nam in 2017 deel aan de Ronde van Spanje waarin Stefan Denifl een rit won. Ze behaalde daarnaast nog een aantal overwinningen.

## Ploegnamen
| Jaar      | Naam            | UCI-code |
| --------- | --------------- | -------- |
| 2017-2018 | Aqua Blue Sport | ABS      |

## Ploegleiding
| Voormalig Steve Moore (2017-2018) Leigh Bryan (2017) Nicki Sørensen (2017-2018) Tim Barry (2017) Bob de Cnodder (2018) Martyn Irvine (2018) |

## Renners
| 2017 Adam Blythe (2017-2018) Matthew Brammeier (2017-2018) Mark Christian (2017-2018) Stefan Denifl (2017-2018) Conor Dunne (2017-2018) Andrew Fenn (2017-2018) Aaron Gate (2017-2018) Leigh Howard (2017) Martyn Irvine (2017) Peter Koning (2017-2018) Michel Kreder (2017-2018) Lars Petter Nordhaug (2017) Lasse Norman Leth (2017-2018) Daniel Pearson (2017-2018) Larry Warbasse (2017-2018) Calvin Watson (2017-2018) | 2018 Adam Blythe (2017-2018) Matthew Brammeier (2017-2018) Mark Christian (2017-2018) Stefan Denifl (2017-2018) Conor Dunne (2017-2018) Andrew Fenn (2017-2018) Aaron Gate (2017-2018) Peter Koning (2017-2018) Michel Kreder (2017-2018) Lasse Norman Leth (2017-2018) Daniel Pearson (2017-2018) Larry Warbasse (2017-2018) Calvin Watson (2017-2018) Shane Archbold (2018) Eddie Dunbar (2018) Casper Pedersen (2018) |

### Grote rondes
| Jaar | Ronde van Italië   | Ronde van Italië | Ronde van Frankrijk | Ronde van Frankrijk | Ronde van Spanje   | Ronde van Spanje  |
| Jaar | hoogste klassering | etappewinst      | hoogste klassering  | etappewinst         | hoogste klassering | etappewinst       |
| ---- | ------------------ | ---------------- | ------------------- | ------------------- | ------------------ | ----------------- |
| 2017 | geen deelname      | geen deelname    | geen deelname       | geen deelname       | 58e Stefan Denifl  | 17e Stefan Denifl |
| 2018 | geen deelname      | geen deelname    | geen deelname       | geen deelname       | geen deelname      | geen deelname     |